# روميو بينيتي
روميو بينيتـّي (Romeo Benetti) (ألباريدو داديجي بمقاطعة فيرونا، 20 أكتوبر 1945) لاعب كرة قدم سابق في صفوف منتخب إيطاليا لكرة القدم، كان لاعبا في خط الوسط، بدأ حياته الكروية مع يوفنتوس عام 1968 وفي 1971 انتقل إلى إيه سي ميلان، شارك في صفوف المنتخب في كأس العالم 1974 وكأس العالم لكرة القدم 1978.

## مسيرته الكروية
لعب روميو بينيتي خلال مسيرته الاحترافية مع 8 أندية في ثمانية عشر موسمًا وسجل خلالها 78 هدفًا ضمن 492 مباراة. حيث فاز في خمسة مواسم بالكأس وفي موسمين بالدوري.
خاض روميو بينيتي مسيرته مع FC Bolzano 1996 ‏ في موسم 1963–64 لمدة موسم واحد، مشاركًا في 32 مباراة سجل خلالها 10 أهداف. ثم انتقل إلى نادي سيينا في موسم 1964–65 لمدة موسم واحد، حيث شارك في 31 مباراة سجل خلالها 7 أهداف. لينتقل بعدها إلى نادي تارانتو 1927 في موسم 1965–66 ولمدة موسمين، مشاركًا في 63 مباراة سجل خلالها 11 هدفًا. ثم انتقل إلى نادي باليرمو في موسم 1967–68 لمدة موسم واحد، مشاركًا في 35 مباراة سجل خلالها هدفين. هذا وانتقل لاحقًا إلى نادي يوفنتوس في موسم 1968–69 في المرة الأولى لمدة موسم واحد ثم في موسم 1976–77 واستمر معه طيلة ثلاثة مواسم، مشاركًا طوالها في 107 مباراة سجل خلالها 13 هدفًا. ثم انتقل بعدها إلى نادي سامبدوريا في موسم 1969–70 لمدة موسم واحد، مشاركًا في 27 مباراة سجل خلالها هدفين. ليعود وينتقل من جديد، لكن هذه المرة إلى نادي إيه سي ميلان في موسم 1970–71 ليلعب معه ستة مواسم، مشاركًا في 170 مباراة سجل خلالها 32 هدفًا. لينتقل بعدها إلى نادي روما في موسم 1979–80 ولمدة موسمين، مشاركًا في 27 مباراة سجل خلالها هدفًا واحدًا.

## روابط خارجية
- روميو بينيتي على موقع الاتحاد الدولي (مؤرشف)  (الإنجليزية)
- روميو بينيتي على موقع الاتحاد الأوربي (الإنجليزية)
- روميو بينيتي على موقع قاعدة بيانات كرة القدم.إي يو (الإنجليزية)
- روميو بينيتي على موقع ناشيونال فوتبول تيمز (الإنجليزية)
- روميو بينيتي على موقع عالم كرة القدم.نت (الإنجليزية)
- روميو بينيتي على موقع كووورة